# Sławkowo, Tỉnh West Pomeranian
Sławkowo [swafˈkɔvɔ] (tiếng Đức: Henriettenhof) là một ngôi làng thuộc khu hành chính của Gmina Sławoborze, thuộc quận Świdwin, West Pomeranian Voivodeship, ở phía tây bắc Ba Lan.